# Матч всех звёзд НБА 2003
Матч всех звёзд 2003 года (англ. 2003 NBA All-Star Game) — показательная баскетбольная игра, которая прошла в Атланте 9 февраля 2003 года. Эта игра стала 53 матчем всех звёзд в истории Национальной баскетбольной ассоциации. Матч всех звёзд 2003 года состоялся на домашней арене клуба «Атланта Хокс» «Филипс-арена».
В матче всех звёзд НБА команда Западной конференции одержала победу над командой Восточной конференции со счётом 155:145. Титул самого ценного игрока получил игрок «Миннесоты Тимбервулвз» Кевин Гарнетт, который в матче набрал 37 очков и сделал 9 подборов и 5 перехватов. Самым результативным игроком Востока стал Аллен Айверсон, набравший 35 очков.
Этот матч стал 15-м и последним матчем всех звёзд Майкла Джордана, который по окончании сезона 2002/03 годов заявил о завершении своей карьеры.

## Состав
| Поз.              | Игрок              | Команда            | Участие           | Всего голосов     |
| Стартовая пятёрка | Стартовая пятёрка  | Стартовая пятёрка  | Стартовая пятёрка | Стартовая пятёрка |
| ----------------- | ------------------ | ------------------ | ----------------- | ----------------- |
| З                 | Аллен Айверсон     | Филадельфия 76     | 4                 | 1 155 897         |
| Ф                 | Винс КартерREP     | Торонто Рэпторс    | 4                 | 1 300 895         |
| З                 | Трэйси Макгрэди    | Орландо Мэджик     | 3                 | 1 316 297         |
| Ф                 | Джермейн О’Нил     | Индиана Пэйсерс    | 2                 | 940 958           |
| Ц                 | Бен Уоллес         | Детройт Пистонс    | 1                 | 1 123 090         |
| Резервисты        |                    |                    |                   |                   |
| Ф                 | Джамал Машберн     | Нью-Орлеан Хорнетс | 1                 | —                 |
| Ф                 | Антуан Уокер       | Бостон Селтикс     | 3                 | —                 |
| З                 | Джейсон Кидд       | Нью-Джерси Нетс    | 6                 | —                 |
| З                 | Майкл ДжорданREP   | Вашингтон Уизардс  | 14                | —                 |
| Ц                 | Жидрунас Илгаускас | Кливленд Кавальерс | 1                 | —                 |
| Ц                 | Брэд Миллер        | Индиана Пэйсерс    | 1                 | —                 |
| Ф                 | Пол Пирс           | Бостон Селтикс     | 2                 | —                 |

| Поз.              | Игрок             | Команда               | Участие           | Всего голосов     |
| Стартовая пятёрка | Стартовая пятёрка | Стартовая пятёрка     | Стартовая пятёрка | Стартовая пятёрка |
| ----------------- | ----------------- | --------------------- | ----------------- | ----------------- |
| З                 | Стив Фрэнсис      | Хьюстон Рокетс        | 2                 | 966 669           |
| З                 | Коби Брайант      | Лос-Анджелес Лейкерс  | 5                 | 1 474 386         |
| Ф                 | Кевин Гарнетт     | Миннесота Тимбервулвз | 6                 | 1 086 780         |
| Ф                 | Тим Данкан        | Сан-Антонио Спёрс     | 5                 | 1 179 955         |
| Ц                 | Яо Минг           | Хьюстон Рокетс        | 1                 | 1 286 324         |
| Резервисты        |                   |                       |                   |                   |
| Ф                 | Шон Мэрион        | Финикс Санз           | 1                 | —                 |
| Ц                 | Шакил О'Нил       | Лос-Анджелес Лейкерс  | 10                | —                 |
| З                 | Стив Нэш          | Даллас Маверикс       | 2                 | —                 |
| Ф                 | Дирк Новицки      | Даллас Маверикс       | 2                 | —                 |
| З                 | Гэри Пэйтон       | Сиэтл Суперсоникс     | 9                 | —                 |
| Ф                 | Пежа СтояковичINJ | Сакраменто Кингз      | 2                 | —                 |
| З                 | Стефон Марбери    | Финикс Санз           | 2                 | —                 |
| Ф                 | Крис УэбберINJ    | Сакраменто Кингз      | 5                 | —                 |

↑  Винс Картер добровольно уступил своё место в стартовом составе Майклу Джордану.

↑  Крис Уэббер не смог принять участие в матче из-за травмы. Вместо него на матче выступил Пежа Стоякович.

## Матч всех звёзд НБА
| 9 февраля 2003 |                                         | Запад    | 155:145 ОТ        | Восток | Филипс-арена, Атланта, Джорджия Зрителей: 20 325 | TNT |
| 9 февраля 2003 | 18:23, 37:29, 31:41, 34:27, 18:18, 17-7 |          |                   |        | Филипс-арена, Атланта, Джорджия Зрителей: 20 325 | TNT |
| 9 февраля 2003 | Кевин Гарнетт 37                        | Очки     | Аллен Айверсон 35 |        | Филипс-арена, Атланта, Джорджия Зрителей: 20 325 | TNT |
| 9 февраля 2003 | Тим Данкан 15                           | Подборы  | Джермейн О’Нил 10 |        | Филипс-арена, Атланта, Джорджия Зрителей: 20 325 | TNT |
| 9 февраля 2003 | Стив Фрэнсис 9                          | Передачи | Джейсон Кидд 10   |        | Филипс-арена, Атланта, Джорджия Зрителей: 20 325 | TNT |

В матче с двумя овертаймами победу одержала команда Запада со счётом 155:145. Однако у Востока была возможность выиграть её в первом овертайме, когда Майкл Джордан за 4,3 секунды до конца игрового времени сделал точны бросок и вывел свою команду вперёд со счётом 138:136. Однако во время последней атаки Запада Джермейн О’Нил сфолил на Коби Брайнте когда тот исполнял трёхочковый бросок. Брайант попал с линии штрафных два из трёх бросков и перевёл матч во второй овертайм. Во втором овертайме Кевин Гарнетт забил несколько бросков через более низкого Винса Картера, принеся победу своей команде. Всего же за игру Гарнетт набрал 37 очков и был назван самым ценным игроком матча. Это был последний матч всех звёзд в карьере Джордана. Первоначально Аллен Айверсон и Трэйси Макгрэди предлагали ему занять их места в стартовом составе, но Джордан отказался. В итоге, лишь за несколько минут до начала матча он согласился занять место Картера в стартовом составе.
Во время большого перерыва выступила Мэрайя Кэри.